# Посматрачка астрономија
Посматрачка астрономија је грана астрономије а базира се на снимању, мерењу и обради података. Ослања се на физичке моделе. У посматрачкој астрономији користе се телескопи и остали астрономски апарати.
У посматрачкој астрономији не постоје директни експерименти због величине свемира. За доношење закључака користе се посматрачки резултати, затим се плотују графици и доносе закључци. Закључци о неким објектима, на пример променљивим звездама могу послужити за доношење закључака о неким даљим објектима, на пример далеким галаксијама.
Први који је окренуо телескоп ка небу био је Галилео Галилеј. Од тада, посматрачка астрономија је заживела и напредовала.

## Подела
Посматрачка астрономија се дели по томе који део смектра се посматра:
- Видљива светлост-користе се оптички компоненти (огледала или сочива) за посматрање таласних дужина од 400 до 700 nm.
- Инфрацрвена светлост-детектује се и анализира инфрацрвено зрачење таласне дужине од око 1 μm. Најчешће се за опрему користи телескоп рефлектор који је осетљив у инфрацрвеном делу спектра. Овакви телескопи најчешће се шаљу ван атмосфере, јер се тако елиминише термални шум и остали.
- Радио астрономија-детектују се таласне дужине од 1 mm до 1 dm. Као опрема користе се веома осетљиве антене и радио телескопи.
- X зрачење, гама зрачење и ултраљубичасто зрачење (зрачење високих енергија) као и проучавање космичког зрачења и неутрина.

### Одлике
Оптички и радио телескопи могу бити постављени на Земљи, јер атмосфера не квари много слику на овим таласним дужинама. Најчешће се налазе на великим надморсим висинама да би се умањио утицај атмосфере. Инфрацрвени телескопи налазе се изван атмосфере као и гама, Х и ултраљубичасти.
Телескопи који детектују видљиву светлост користили су се од давнина, а најбоље их је користити на великим надморским висинама где је утицај атмосфере мањи јер је ту она ређа. Такође треба одратити пажњу на луминозност Месеца. Тамни објекти као што су галаксије и маглине вероватно се неће видети ако је Месец пун и превише светао. Вештачка светлост у градовима такође омета посматрања.

## Опрема
Откривањем радио таласа, радио астрономија почела је да се издваја као посебна грана астрономије. Веће таласне дужине захтевају веће антене и огледала да би резолуција слике била добра, што је довело до развијања интерферометра. Касније, интерферометри су бежично повезани и настала је дугобазична интерферометрија
Са откривањем инфрацрвених таласа дошло је и до откривања космичког позадинског зрачења па су опсерваторије слане у свемир како би се проучавала ова грана астрономије.
Инструменти су се рапидно развијали у последњих 100 година. Оптички телескопи постајали су већи да би се умањио утицај атмосфере. Нови телескопи слани су у свемир а почеле су да се снимају и друге таласне дужине као и космички зраци. Почела је да се разматра могућност постојања планета сличних Земљи па су прављени нови инструменти како би се ово потврдило. дугобазична интерферометрија почела је да се користи и за друге таласне дужине осим радио, па су добијене добре резолуције слика.
Осим телескопа користе се и други инструменти.
За изучавање неутрина користе се специјални детектори. Граде се у великим размерама и испод Земље како би се детектори изоловали од осталих честица.
Детектори гравитационих таласа дизајнирани су да сниме догађаје као што су судари масивних објеката (на пример неутронске звезде). Роботизоване летелице побољшане су и кренуле у потрагу за другим соларним системима. Инструменти за метеорологију такође су побољшани.